# Biologia popolare
La biologia popolare (o folkbiology) è lo studio cognitivo di come le persone classificano e ragionano il mondo organico. Gli esseri umani, ovunque, classificano animali e piante in gruppi simili a specie. La relazione tra una tassonomia popolare e una classificazione scientifica può aiutare a comprendere come la teoria dell'evoluzione affronta l'apparente costanza delle "specie comuni" e i processi organici che si concentrano su di esse. Dal punto di vista della psicologia evoluzionista, tali sistemi naturali sono probabilmente "abitudini mentali" routine, una sorta di euristica utilizzata per dare un senso al mondo naturale.

## Conoscenze folkbiologiche
La questione delle conoscenze folkbiologiche evidenzia la dipendenza di tali conoscenze dai contesti culturali, suscitando un dibattito tra due prospettive: l'approccio utilitaristico e l'approccio intellettualistico.
L'approccio utilitaristico, sostenuto da alcuni etnobiologi come Hunn (1982) e Ellen (1993), enfatizza la dipendenza diretta delle tassonomie e delle conoscenze sulla natura da criteri utilitaristici. Questi criteri includono credenze, obiettivi e finalità legati alla funzione ecologica e culturale delle specie. Tale prospettiva si focalizza sulle classificazioni special-purpose, spesso basate su dicotomie come selvaggio/domestico, commestibile/non commestibile o benefico/nocivo. L'utilità di una specie è vista come contingente rispetto alle condizioni ambientali e tecnologiche della società, e si riconosce un marcato relativismo culturale.
Dall'altro lato, l'approccio intellettualistico, descritto con la terminologia utilitaristico/intellettualistico (Brown 1995), riconosce la variabilità delle conoscenze folkbiologiche ma pone l'accento sulla presenza di principi universali che attraversano le diverse folkbiologie. Gli sostenitori di questa prospettiva non negano la relazione delle conoscenze folkbiologiche alla loro rilevanza contingente, ma evidenziano la presenza di specie senza riconosciuta utilità sociale nelle classificazioni.
Le regolarità transculturali nelle conoscenze folkbiologiche includono l'organizzazione delle specie in tassonomie con caratteristiche comuni, seguendo una gerarchia di taxa, mutualmente esclusivi ad ogni livello. Berlin (1992) propone che, se i taxa possono variare a seconda del contesto, i livelli della gerarchia sono stabili a livello transculturale. I livelli includono il folk-kingdom (animali, piante), life-form (alberi, erbe, uccelli) e folk-generic (moscerino, cane, pettirosso). Per le specie rilevanti in un'area culturale, si possono avere livelli più specifici come folk-specific e folk-varietal. Alcuni livelli intermedi, definiti covert levels, possono essere presenti, ma differiscono dagli altri per la loro natura non esaustiva e la sovrapposizione di taxa.
Oltre alle strutture tassonomiche simili, le conoscenze folkbiologiche ruotano attorno a un livello centrale chiamato generic-species, corrispondente al folk-generic di Berlin. Questo livello rappresenta il concetto di specie adottato dai biologi, presentando un elevato numero di taxa, spesso monolessemici. La coincidenza con le specie della biologia scientifica non è perfetta, ma la convergenza tra generic-species e specie scientifica è generalmente rispettata, specialmente a causa della confusione principale che riguarda il genere.